# Teemenaarus silvestris
Teemenaarus silvestris är en spindelart som beskrevs av Davies 1978. Teemenaarus silvestris ingår i släktet Teemenaarus och familjen Cyatholipidae.
Artens utbredningsområde är Queensland. Inga underarter finns listade i Catalogue of Life.